# Phare d'Eckernförde
Le phare d'Eckernförde (en allemand : Leuchtturm Eckernförde) est un phare actif situé en baie de Eckernförde, dans l'Arrondissement de Rendsburg-Eckernförde (Schleswig-Holstein), en Allemagne.
Il est géré par la WSV de Lübeck .

## Histoire
Le premier phare a été construit en 1907. Le bâtiment se compose d'un corps de garde rectangulaire avec une grande salle d'éclairage à l'étage. La première lumière a fonctionné avec une lampe à pétrole puis a été électrifiée en 1926.

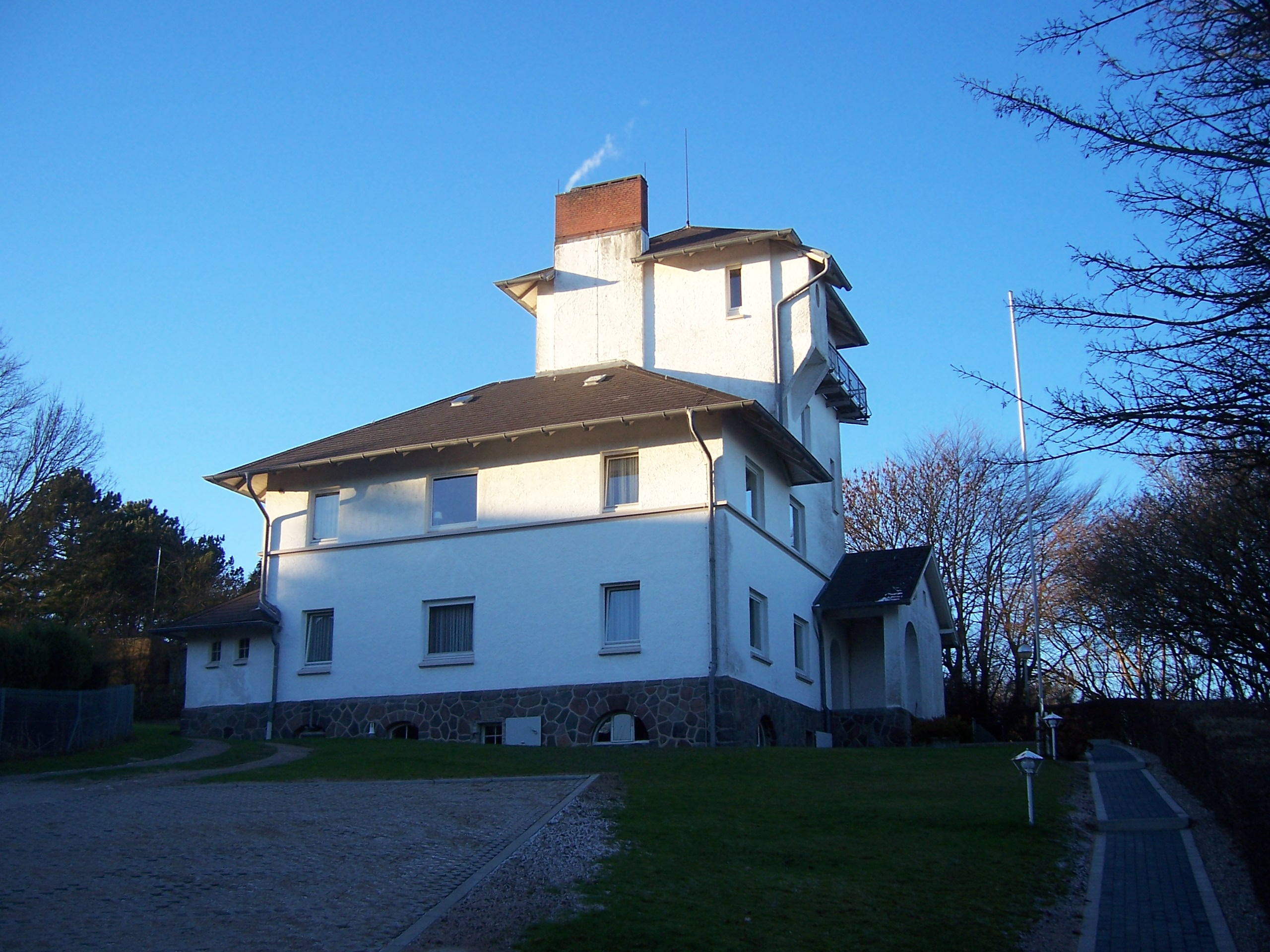
Le vieux phare

Six ans après sa mise en service, la Kaiserliche Marine a construit le centre de recherche sur les torpilles (de) d'Eckernförde directement sous le phare. Le feu à secteurs menait directement à travers le champ de tir de torpille et le phare ne pouvant pas être facilement déplacé, un secteur d’alerte a été temporairement mis en place. Cette solution transitoire n'a pas changé avant 1986, année où plus de soixante-dix ans plus tard, un nouveau phare a été construit. Le dernier gardien de phare a quitté le bâtiment le 30 septembre 1986. Les pièces ont ensuite été transformées en appartements pour les employés du service des phares.
L'actuel phare d'Eckernförde  a été mis en service en 1986, à environ 575 mètres au nord-ouest de l’ancien.
À la base de la structure en béton se trouvent les locaux techniques, la balise étant logée dans la plate-forme supérieure. La source lumineuse est composée d'une lampe à décharge au xénon de 230 V/ 2.000 W et d'une lentille de Fresnel. Le phare est entièrement automatisé et entretenu par le Wasser-und Schifffahrtsamt de Lübeck et surveillé par le centre de circulation de Travemünde.

## Description
Le phare , est une tour à base carrée en béton de 27 m de haut, avec deux galeries quadrangulaires contenant les trois feux directionnels à secteurs émettant à 36 m de hauteur focale. La tour est non peinte et les galeries sont rouges.
- Son feu à occultations émet trois longs éclats (blanc et rouge et vert) sur le secteur nord-est, de 3 secondes par période de 4 secondes. Sa portée est de 21 milles nautiques (environ 39 km) pour le feu blanc, 18 milles nautiques (environ 33 km) pour le rouge et 19 milles nautiques (environ 35 km) pour le feu vert.
- Son feu maritime émet deux éclats blancs, sur le secteur est, d'une seconde par période de 9 secondes. Sa portée est de 21 milles nautiques (environ 39 km).
- Son feu fixe émet une lumière continue blanche et rouge, sur le secteur nord-est. Sa portée est de 12 milles nautiques (environ 22 km) pour le feu blanc et 18 milles nautiques (environ 33 km) pour le rouge.

Identifiant : ARLHS : FED-073 - Amirauté : C1206 - NGA : 3068 .

## Caractéristiques dufeu maritime
Fréquence : 4 secondes (WRG)
- Lumière : 3 secondes
- Obscurité :1 seconde

Fréquence : 9 secondes (W)
- Lumière : 1 seconde
- Obscurité : 2 secondes
- Lumière : 1 seconde
- Obscurité : 5 secondes

|          |
| Le phare |

### Lien connexe
- Liste des phares en Allemagne